# Jezioro Próchnowskie
Jezioro Próchnowskie – jezioro w woj. wielkopolskim, w powiecie chodzieskim, w gminie Margonin, leżące na terenie Pojezierza Chodzieskiego.

## Dane morfometryczne
Powierzchnia zwierciadła wody według różnych źródeł wynosi od 7,5 ha przez 7,7 ha do 8,21 ha. 
Zwierciadło wody położone jest na wysokości 89,1 m n.p.m. lub 88,5 m n.p.m. Średnia głębokość jeziora wynosi 3,9 m, natomiast głębokość maksymalna 5,2 m.